# Gestern war heute noch morgen
Gestern war heute noch morgen ist das zweite offizielle Best-of-Album der deutschen Rockband Böhse Onkelz. Es erschien am 5. März 2001 über das bandeigene Musiklabel Rule23 Recordings. Die Kompilation enthält die drei CDs Gestern, Heute und Morgen. Die Namensgebung der Sammlung geht auf das gleichnamige Lied zurück, das erstmals 1992 auf dem Album Heilige Lieder erschien. Auf den drei CDs befinden sich insgesamt 47 Lieder.

## Covergestaltung
Das Cover ist schwarz, in der Mitte befindet sich ein Symbol, auf dem oben in der typischen Schriftart Böhse Onkelz und in der Mitte die Abkürzung davon, BO steht. Am unteren Ende des Symbols befindet sich ein „20 Jahre Onkelz“-Emblem. Dieses Emblem war bei der ersten Auflage der Box aufgesetzt und das nur selten korrekt. Meistens hing es schief, weswegen es ab der zweiten Auflage aufgedruckt wurde.

## Inhalt
Die ersten beiden CDs enthalten Lieder von Alben der Band aus dem Zeitraum von 1988 bis 2000. Auf der dritten CD befinden sich neben älteren Liedern unter anderem auch Neuaufnahmen (Ein Mensch wie du und ich, Heut Nacht und Das Tier in mir) und Rock-Varianten der Titel Wieder mal ’nen Tag verschenkt und Ich bin in dir. Hinzu kommen Titel, die vorher nur auf Single-Veröffentlichungen zu finden waren (11/97 und Benutz mich). Außerdem findet sich ebenfalls eine Live-Version von Erinnerungen auf der CD, die bei dem Konzert in Berlin während der Tour 2000 aufgenommen wurde.

## Titellisten

### CD 1: „gestern“
Die erste CD enthält Material von 1988 bis 2000:
| #  | Titel                           | Länge | Original-Album                                    |
| -- | ------------------------------- | ----- | ------------------------------------------------- |
| 1  | Dunkler Ort                     | 4:14  | Ein böses Märchen … aus tausend finsteren Nächten |
| 2  | Finde die Wahrheit              | 4:04  | Hier sind die Onkelz                              |
| 3  | Kirche                          | 5:37  | E.I.N.S.                                          |
| 4  | Nichts ist für die Ewigkeit     | 5:32  | Es ist soweit                                     |
| 5  | Onkelz 2000                     | 4:11  | Ein böses Märchen…                                |
| 6  | So sind wir                     | 3:43  | Kneipenterroristen                                |
| 7  | Terpentin                       | 3:55  | Viva los Tioz                                     |
| 8  | Wir ham’ noch lange nicht genug | 4:50  | Wir ham’ noch lange nicht genug                   |
| 9  | Hier sind die Onkelz            | 4:38  | Hier sind die Onkelz                              |
| 10 | Auf gute Freunde                | 5:18  | E.I.N.S.                                          |
| 11 | Danket dem Herrn                | 4:04  | E.I.N.S.                                          |
| 12 | Danke für nichts                | 3:39  | Hier sind die Onkelz                              |
| 13 | Lieber stehend sterben          | 3:57  | Weiß                                              |
| 14 | Nur die Besten sterben jung     | 3:56  | Wir ham’ noch lange nicht genug                   |
| 15 | Kneipenterroristen              | 3:44  | Kneipenterroristen                                |
| 16 | Nie wieder                      | 4:14  | Kneipenterroristen                                |
| 17 | Das ist mein Leben              | 4:11  | Wir ham’ noch lange nicht genug                   |

### CD 2: „heute“
Die zweite CD enthält die Lieblingstitel der Band:
| #  | Titel                                   | Länge | Original-Album       |
| -- | --------------------------------------- | ----- | -------------------- |
| 1  | Das Wunder der Persönlichkeit           | 5:13  | Weiß                 |
| 2  | Ich                                     | 3:50  | Hier sind die Onkelz |
| 3  | Für immer                               | 5:36  | Weiß                 |
| 4  | Du kannst alles haben                   | 3:47  | Hier sind die Onkelz |
| 5  | Ein langer Weg                          | 4:20  | Heilige Lieder       |
| 6  | Entfache dieses Feuer                   | 4:20  | Weiß                 |
| 7  | Schutzgeist der Scheiße                 | 4:47  | Ein böses Märchen…   |
| 8  | Worte der Freiheit                      | 5:26  | Schwarz              |
| 9  | Koma – eine Nacht die niemals endet     | 4:57  | E.I.N.S.             |
| 10 | Deutschland im Herbst                   | 4:32  | Weiß                 |
| 11 | Regen                                   | 8:41  | E.I.N.S.             |
| 12 | 1000 Fragen                             | 5:00  | Schwarz              |
| 13 | Bin ich nur glücklich, wenn es schmerzt | 5:36  | Viva los Tioz        |
| 14 | Weit weg                                | 5:19  | Viva los Tioz        |
| 15 | Der Schrei nach Freiheit                | 3:44  | Heilige Lieder       |

### CD 3: „morgen“
Die dritte CD enthält Neuaufnahmen, neue Versionen und Nachveröffentlichungen von Songs:
| #  | Titel                                         | Länge | Original-Album                  |
| -- | --------------------------------------------- | ----- | ------------------------------- |
| 1  | Ich bin in dir – Version 2001                 | 3:01  | Heilige Lieder                  |
| 2  | Wieder mal ’nen Tag verschenkt – Version 2001 | 3:39  | Wir ham’ noch lange nicht genug |
| 3  | Ein Mensch wie du und ich – Wiederaufnahme    | 1:41  | Böse Menschen – Böse Lieder     |
| 4  | Das Tier in mir – Wiederaufnahme              | 4:16  | Mexico                          |
| 5  | Heut Nacht – Wiederaufnahme                   | 2:59  | Onkelz wie wir …                |
| 6  | Mexico – Originalfassung                      | 4:14  | Mexico                          |
| 7  | Lügenmarsch                                   | 3:14  | Lügenmarsch                     |
| 8  | Stöckel + Strapse                             | 3:08  | Mexico                          |
| 9  | Heute trinken wir richtig                     | 4:48  | Böse Menschen – Böse Lieder     |
| 10 | 11/97                                         | 2:58  | Terpentin (Single)              |
| 11 | Erinnerungen – Live in Berlin Juni 2000       | 5:41  | Onkelz wie wir …                |
| 12 | Könige für einen Tag                          | 4:08  | Lügenmarsch                     |
| 13 | Stunde des Siegers                            | 4:57  | Böse Menschen – Böse Lieder     |
| 14 | Benutz mich                                   | 3:42  | Finde die Wahrheit (Single)     |
| 15 | Wie tief willst du noch sinken                | 5:12  | E.I.N.S.                        |

## Informationen zu einzelnen Liedern
11/97
Der Titel war ursprünglich nur als Beiwerk für die Eintrittskarten in CD-Form, die es zur Tour 1998 gab, gedacht. Bei dieser Version kündigte Stephan zu Beginn des Stückes noch die neue Tour an, danach begann der Titel. Zuerst war das Stück noch namenlos, später wurde es auf der Single-Auskopplung von dem 1998 veröffentlichten Album Viva los Tioz, Terpentin, als „11/97“ betitelt. Der Titel bezieht sich höchstwahrscheinlich auf die Entstehungszeit des Stücks, welche in diesem Fall wohl im November 1997 gewesen sein muss. In dieser Single-Auskopplung stand ebenfalls im Booklet „Text: Stephan Weidner“, was später als Fehler der Grafiker bezeichnet wurde, da das Stück ein Instrumental ist und somit gar keinen Text enthält.

## Rezeption
| Professionelle Bewertungen | Professionelle Bewertungen |
| -------------------------- | -------------------------- |
| Kritiken                   |                            |
| Quelle                     | Bewertung                  |
| Metal Hammer               | [ 4 ]                      |

Matthias Mineur vom Musikmagazin Metal Hammer bewertete das Album am 1. März 2001 mit fünf von sieben möglichen Punkten.

## Kommerzieller Erfolg

### Chartplatzierungen
Das Best-of stieg in der 12. Kalenderwoche des Jahres 2001 auf Platz 3 in die deutschen Albumcharts ein und belegte in den folgenden Wochen die Positionen 7 und 6. Insgesamt hielt sich Gestern war heute noch morgen mit Unterbrechungen 41 Wochen in den Top 100. In den deutschen Jahrescharts 2001 belegte der Tonträger Rang 43.
| ChartsChartplatzierungen | Höchstplatzierung | Wochen |
| ------------------------ | ----------------- | ------ |
| Deutschland (GfK)        | 3 (41 Wo.)        | 41     |
| Österreich (Ö3)          | 13 (13 Wo.)       | 13     |
| Schweiz (IFPI)           | 24 (7 Wo.)        | 7      |

| ChartsJahrescharts (2001) | Platzierung |
| ------------------------- | ----------- |
| Deutschland (GfK)         | 43          |

### Auszeichnungen für Musikverkäufe
Aufgrund von mehr als 150.000 verkauften Exemplaren erhielt der Tonträger noch im Jahr der Veröffentlichung in Deutschland eine Goldene Schallplatte.
| Land/Region        | Auszeichnungen für Musikverkäufe (Land/Region, Auszeichnung, Verkäufe) | Verkäufe |
| ------------------ | ---------------------------------------------------------------------- | -------- |
| Deutschland (BVMI) | Gold                                                                   | 150.000  |
| Insgesamt          | 1× Gold ·                                                              | 150.000  |